# Katajasaari (ö i Birkaland, Södra Birkaland)
Katajasaari är en ö i Finland. Den ligger i sjön Vanajavesi och i kommunen Valkeakoski i den ekonomiska regionen  Södra Birkaland och landskapet Birkaland, i den södra delen av landet, 120 km norr om huvudstaden Helsingfors. Öns area är 3,3 hektar och dess största längd är 370 meter i sydöst-nordvästlig riktning.